# Steinachsrangen

Lage des gemeindefreien Gebiets Steinachsrangen im Landkreis Bamberg

Steinachsrangen ist ein 5,75 km² großes gemeindefreies Gebiet im Landkreis Bamberg in Bayern und zählt zur Metropolregion Nürnberg.

## Geographie
Das Staatsforst Steinachsrangen liegt im Westen des Landkreises Bamberg.